# Aplidium recumbens
Aplidium recumbens är en sjöpungsart som först beskrevs av William Abbott Herdman 1886.  Aplidium recumbens ingår i släktet Aplidium och familjen klumpsjöpungar. Inga underarter finns listade i Catalogue of Life.